# Max Douy
Pour les articles homonymes, voir Douy (homonymie).
Max Douy est un chef décorateur français, né le 20 juin 1914 à Issy-les-Moulineaux (Seine) et mort le 2 juillet 2007  à Nogent-sur-Marne (Val-de-Marne).

## Biographie
Max Douy débute comme assistant décorateur en 1932 et travaille auprès d'Eugène Lourié lors du tournage de La Règle du jeu de Jean Renoir. C'est avec Jacques Becker, en 1942, qu'il devient chef décorateur.
Très engagé dès le début de sa carrière, il contribue avec Jean-Paul Le Chanois, Marc Maurette et Louis Daquin à refonder dès le début 1941 le Syndicat des techniciens dans la Résistance, affilié à la CGT clandestine de la Seine et le Comité de Libération du Cinéma Français.
Il présidera par la suite le Syndicat du 14 janvier 1984 au 20 janvier 1987.
Il collabore de façon suivie avec Claude Autant-Lara, réalisant un travail minutieux pour Le Rouge et le Noir. Il participe à la réalisation du film à sketches Les Sept Péchés capitaux et à French Cancan de Jean Renoir.
Son frère Jacques Douy (né en 1924), également décorateur, a été son assistant, et travaille avec Claude Autant-Lara en 1958 et Jean-Pierre Mocky en 1959.

## Filmographie
- 1932 : Mirages de Paris de Fedor Ozep
- 1933 : Großstadtnacht de Fedor Ozep
- 1938 : Le Roman de Werther de Max Ophüls
- 1939 : La Règle du jeu de Jean Renoir
- 1940 : Sans lendemain de Max Ophüls
- 1942 : Dernier Atout de Jacques Becker
- 1943 : Lumière d'été de Jean Grémillon
- 1943 : Adieu Léonard de Pierre Prévert
- 1943 : Feu Nicolas de Jacques Houssin
- 1944 : Le ciel est à vous de Jean Grémillon
- 1944 : Falbalas de Jacques Becker
- 1945 : Les Dames du bois de Boulogne de Robert Bresson
- 1945 : L'Affaire du collier de la reine de Marcel L'Herbier
- 1946 : La Ferme du pendu de Jean Dréville
- 1946 : Pétrus de Marc Allégret
- 1947 : Le Diable au corps de Claude Autant-Lara
- 1947 : Quai des Orfèvres d'Henri-Georges Clouzot
- 1948 : Manon d'Henri-Georges Clouzot
- 1949 : Retour à la vie - Le retour de Jean d'Henri-Georges Clouzot
- 1949 : Le Mystère de la chambre jaune de Henri Aisner
- 1949 : Le Parfum de la dame en noir de Louis Daquin
- 1949 : Occupe-toi d'Amélie de Claude Autant-Lara
- 1949 : La Belle que voilà de Jean-Paul Le Chanois
- 1950 : Sans laisser d'adresse de Jean-Paul Le Chanois
- 1951 : La Taverne de la Nouvelle-Orléans de William Marshall et Robert Florey
- 1951 : Agence matrimoniale de Jean-Paul Le Chanois
- 1951 : L'Auberge rouge de Claude Autant-Lara
- 1952 : Le Bon Dieu sans confession de Claude Autant-Lara
- 1953 : Le Blé en herbe de Claude Autant-Lara
- 1954 : L'Affaire Maurizius de Julien Duvivier
- 1954 : Le Rouge et le Noir de Claude Autant-Lara
- 1955 : Les Mauvaises Rencontres d'Alexandre Astruc
- 1955 : Marguerite de la nuit de Claude Autant-Lara
- 1956 : La Traversée de Paris de Claude Autant-Lara
- 1956 : Cela s'appelle l'aurore de Luis Buñuel
- 1958 : Tamango de John Berry
- 1959 : La Jument verte de Claude Autant-Lara
- 1963 : Le Meurtrier de Claude Autant-Lara
- 1964 : Patate de Robert Thomas
- 1964 : Topkapi de Jules Dassin
- 1965 : La Corde au cou de Joseph Lisbona
- 1965 : Fantomas se déchaîne d'André Hunebelle
- 1966 : Atout cœur à Tokyo pour OSS 117 de Michel Boisrond
- 1967 : Fantomas contre Scotland Yard d'André Hunebelle
- 1969 : Les Patates de Claude Autant-Lara
- 1972 : Les Caïds de Robert Enrico
- 1973 : Joseph Balsamo d'André Hunebelle (mini-série télévisée)
- 1974 : Les Quatre Charlots mousquetaires d'André Hunebelle
- 1974 : À nous quatre, Cardinal ! d'André Hunebelle
- 1975 : Section spéciale de Costa Gavras
- 1975 : Le Sauvage de Jean-Paul Rappeneau
- 1976 : La Victoire en chantant de Jean-Jacques Annaud
- 1977 : Jambon d'Ardenne de Benoît Lamy
- 1977 : Vous n'aurez pas l'Alsace et la Lorraine de Coluche
- 1977 : Gloria de Claude Autant-Lara
- 1979 : Moonraker de Lewis Gilbert
- 1981 : Malevil de Christian de Chalonge
- 1982 : Les Quarantièmes rugissants de Christian de Chalonge

## Théâtre
Scénographe
- 1944 : Huis clos de Jean-Paul Sartre, mise en scène Raymond Rouleau, Théâtre du Vieux-Colombier
- 1958 : Douze Hommes en colère de Reginald Rose, mise en scène Michel Vitold, Théâtre de la Gaîté-Montparnasse
- 1963 : Six Hommes en question de Frédéric Dard & Robert Hossein, mise en scène Robert Hossein, Théâtre Antoine
- 1963 : Les Dactylos de Murray Schisgal, mise en scène Laurent Terzieff et Maurice Garrel, Théâtre de Lutèce
- 1963 : Le Tigre de Murray Schisgal, mise en scène Laurent Terzieff et Maurice Garrel, Théâtre de Lutèce
- 1965 : Love de Murray Schisgal, mise en scène Maurice Garrel, Théâtre Montparnasse
- 1965 : Zoo Story d'Edward Albee, mise en scène Laurent Terzieff et Daniel Emilfork, Théâtre de Lutèce
- 1967 : Tango de Sławomir Mrożek, mise en scène Laurent Terzieff, Théâtre de Lutèce
- 1967 : La Promesse d'Alexeï Arbouzov, mise en scène Michel Fagadau, Théâtre de la Gaîté-Montparnasse
- 1968 : Fragments de Murray Schisgal, mise en scène Laurent Terzieff, Théâtre du Vieux-Colombier
- 1968 : Les Chinois de Murray Schisgal, mise en scène Laurent Terzieff, Théâtre du Vieux-Colombier
- 1969 : La Valse des chiens de Leonid Andreïev, mise en scène Carlos Wittig Montero, Théâtre du Vieux-Colombier
- 1972 : L'Ouvre-boîte de Félicien Marceau, mise en scène Pierre Franck, Théâtre de l'Œuvre
- 1979 : Coup de chapeau de Bernard Slade, mise en scène Pierre Mondy, Théâtre de la Michodière
- 1981 : Le Divan de Remo Forlani, mise en scène Max Douy, Théâtre La Bruyère

## Récompenses
- En 1982, il obtient le César des meilleurs décors pour Malevil de Christian de Chalonge.